# 19911 Rigaux
19911 Rigaux è un asteroide della fascia principale. Scoperto nel 1933, presenta un'orbita caratterizzata da un semiasse maggiore pari a 3,0493465 UA e da un'eccentricità di 0,2913075, inclinata di 14,79278° rispetto all'eclittica. 
L'asteroide è stato dedicato postumo all'astronomo belga Fernand Rigaux che lo ha scoperto.